# زرینسکا گورا
زرینسکا گورا (به لاتین: Zrinska gora) یک رشته‌کوه در کرواسی است که در کرواسی واقع شده‌است. زرینسکا گورا ۶۱۶ متر بالاتر از سطح دریا واقع شده‌است.